# Rob Gardner
Robert "Rob" Gardner (Nova Iorque, 26 de março de 1965) é um músico americano mais conhecido por ser o baterista das formações originais das bandas de hard rock L.A. Guns e Guns N' Roses, além de ter atuado como baterista reserva do grupo Hollywood Rose.

## Biografia
Gardner nasceu em Manhattan, Nova Iorque. Os seus pais se divorciaram quando ele ainda era jovem e ambos se casaram novamente. O seu pai se mudou para Los Angeles, Califórnia, em 1972, enquanto sua mãe permaneceu em Nova Iorque. Gardner foi morar com o pai e, em 1979, começou a frequentar a Fairfax High School, onde conheceu os futuros integrantes do L.A. Guns, Mike Jagosz e Tracii Guns. Também conheceu Chris Weber, que faria, mais tarde, parte do Hollywood Rose, além de Slash e Steven Adler, que se tornariam membros do Guns N' Roses.
Gardner e Ulrich decidiram formar uma banda, ensaiando na garagem da casa do pai de Gardner. Foi Gardner quem sugeriu Jagosz como vocalista da banda. Originalmente, eles tocavam juntos em uma banda chamada Pyrrhus, ao lado do baixista Dani Tull, e só depois formaram oficialmente o L.A. Guns, após contratarem o baixista dinamarquês Ole Beich para completar a formação. Gardner tinha 18 anos, enquanto Jagosz e Ulrich tinham 17 anos na época da formação da banda. Ele também atuou como baterista reserva do Hollywood Rose.
Suas inspirações na bateria são John Bonham, Keith Moon, Neil Peart, Ginger Baker, Ian Paice e Mitch Mitchell.

## LA Guns (1983–1985)
O L.A. Guns foi formado pela primeira vez em 1983 por Gardner, com o guitarrista Tracii Guns, o baixista Ole Beich e o vocalista Michael Jagosz. Jagosz foi preso e foi brevemente substituído por Axl Rose. Michael Jagosz retornou ao grupo, que então gravou o único material produzido por essa formação original do L.A. Guns. Esse material seria lançado como um disco bônus, intitulado Collector's Edition No. 1, em 1985, e mais tarde incluído na coletânea Hollywood Raw, de 2004. Em 1985, Gardner foi substituído por Nickey Alexander.

## Hollywood Rose e Guns N' Roses (1985)
O Hollywood Rose se reuniu para uma apresentação ao vivo de réveillon em 1985, com a participação de Gardner e Tracii Guns. O L.A. Guns acabaria se fundindo com o Hollywood Rose, combinando seus nomes para formar o Guns N' Roses. A primeira formação da banda consistia em Gardner, Rose, Guns, Stradlin e Beich.
Duff McKagan substituiu Beich e marcou shows entre Sacramento e Seattle, em uma turnê apelidada de "The Hell Tour". Durante esse período, Gardner deixou o grupo e foi substituído por Steven Adler.

## Discografia

#### Com L.A. Guns
- Collector's Edition No. 1 (1985)